# Melahat Gürsel
Melahat Gürsel (Istanbul, 1900 – Izmir, 23 febbraio 1975) è stata la quarta First lady della Turchia come moglie del presidente Cemal Gürsel.

## Biografia
Melahat Hanim nacque nel 1900 a Istanbul. Suo padre era l'ingegnere capo della nave da guerra ottomana Hamidiye. Nel 1927 suo fratello le presentò l'ufficiale Cemal Gürsel, che sposò nello stesso anno. Ebbero un figlio, Özdemir, e adottarono due figlie, Hatice e Türkan. Nel 1934, al varo della legge sul cognome, la famiglia adottò il nome Gürsel. 
Il 27 maggio 1960 il governo turco fu rovesciato da un colpo di Stato e suo marito venne nominato presidente della Repubblica Turca, carica che mantenne fino a quando la Grande Assemblea Nazionale non lo dichiarò decaduto, a causa delle sue condizioni di salute, il 28 marzo 1966. Cemal morì nel settembre dello stesso anno.  
Come First lady, Melahat ricoprì un ruolo marginale. Modesta, orgogliosa e casalinga, sostanzialmente continuò la sua solita vita, addirittura cucinando e cucendo da sola i vestiti della sua famiglia piuttosto che affidarsi al personale del palazzo presidenziale. Conoscendo lo stato delle finanze del Paese, rinunciò ad accompagnare suo marito nei viaggi all'estero per risparmiare e devolse alle casse dello Stato i doni personali che le venivano offerti come First lady. Questo atteggiamento, che lei stessa descrisse così: "non ero una Pasha, né la moglie del presidente, stavo sempre in cucina", le fece guadagnare l'ammirazione e il rispetto dell'opinione pubblica.  
Dopo essere rimasta vedova si ritirò a vita privata a Karşıyaka, Izmir, e morì il 23 febbraio 1975. Dopo un semplice funerale, venne sepolta nel cimitero di Zincirlikuyu di Istanbul.